# Duplominona corsicana
Duplominona corsicana är en plattmaskart som beskrevs av Martens 1984. Duplominona corsicana ingår i släktet Duplominona och familjen Monocelididae. Inga underarter finns listade i Catalogue of Life.